# Villeneuve-les-Cerfs
Villeneuve-les-Cerfs [vilnœv le sɛʁ] ist eine französische Gemeinde mit 506 Einwohnern (Stand: 1. Januar 2022) im Département Puy-de-Dôme in der Region Auvergne-Rhône-Alpes (vor 2016 Auvergne). Die Gemeinde gehört zum Arrondissement Riom und zum Kanton Maringues (bis 2015: Kanton Randan). Villeneuve-les-Cerfs liegt etwa 22 Kilometer nordöstlich von Riom. An der südwestlichen Gemeindegrenze verläuft der Fluss Buron.

## Geschichte
Im Jahr 1191 (oder 1192) bestätigte der Abt des Klosters von Saint-Alyre: „Die Gemeinde Villeneuve war von der Kirche von Chassignoles abhängig“. Das ist damit die früheste nachgewiesene Namensnennung der Gemeinde. Auch in der Charta des Königs Pépin (Beginn des 12. Jahrhunderts) wird im Zusammenhang mit der Restaurierung des Klosters Mozat die neu gegründete Kirchengemeinde Villeneuve les Cerfs erwähnt. Als Nächstes wird die Gemeinde im Zusammenhang mit der im 18. Jahrhundert dort zerstörten Kirche Saint Bonnet genannt. Der mit dem Neubau des Gotteshauses beauftragte Architekt Imbert schlug vor, „Altmaterialien aus Abbruchmaterial, bestehend aus Schutt, Holz und Steine einer alten Kapelle [...] sowie Steine vom Friedhof zu benutzen“. Die neue Kirche wurde 1844 errichtet.
Im Mittelalter gelangte das Pfarrgebiet durch Spenden und Käufe in den Besitz der Abtei Saint-Alyre de Clermont, deren Abt bis 1789 den Pfarrer der Kirche von Villeneuve-les-Cerfs ernannte. Im Jahr 1788 sind auf dem Gemeindegebiet 28 Hausbesitzer nachgewiesen. Im Zusammenhang mit der französischen Revolution wird berichtet, dass sich der Pfarrer 1790 weigerte, einen Eid auf die (neue) bürgerliche Verfassung zu leisten. 
Im 19. Jahrhundert entwickelte sich die Stadtgemeinde schrittweise wirtschaftlich, besondere Ereignisse sind nicht überliefert.
Nach der Auswertung von Luftaufnahmen fanden Archäologen an einem La croix des Rameaux genannten Ort Reste mittelalterlicher Bauten, die als Ziegelei gedeutet werden. Außerdem fanden sie den Weiler (Hameau) des Pioliers, in welchem wohl im 14. Jahrhundert Keramiken gefertigt worden waren.

## Namenserklärung
Die Herkunft von cerf ist nicht eindeutig geklärt, es gibt folgende Theorien: 
Der Name Villeneuve les Cerfs, im 13. Jahrhundert als Villa del Seirs benutzt, verweist auf die damalige Situation (Neustadt) und auf Seir (=Leibeigener), was in der Orthografie ähnlich dem Serfs (=Hirsche) verstanden werden kann. Serfs wird an anderer Stelle auch als Falschschreibung von les Serves interpretiert, was die zahlreich hier vorhanden gewesenen Wassermühlen beschreiben könnte.

## Bevölkerungsentwicklung
Seit mehreren Jahrhunderten liegt die Einwohnerzahl stetig unter 1000, schwankt jedoch ein wenig. Das Maximum wurde im Jahr 1806 erreicht. Ein Trend lässt sich daraus nicht ableiten.
| Jahr                       | 1800 | 1806 | 1901 | 1962 | 1975 | 1982 | 1990 | 1999 | 2006 | 2016 |
| Einwohner                  | 640  | 946  | 564  | 305  | 260  | 306  | 423  | 399  | 464  | 537  |
| Quellen: Cassini und INSEE |      |      |      |      |      |      |      |      |      |      |

## Verkehr und Transport
Die Straße RD 210 (route départementale 210), die von Clermont-Ferrand und Thuret nach Randan führt, durchquert das Gemeindegebiet. Einzelstraßen (RD 63, RD 223, RD 93, RD 435 und RD 4311) verbinden die verschiedenen Ortsteile bzw. kleine Dorflagen miteinander.
Es gibt keine Eisenbahnlinien und keine Anbindung an eine Regionalbuslinie (Transdôme-Netz). Die nächstgelegenen Bahnhöfe mit TER-Halten befinden sich in den jeweils 13 Kilometer entfernten Orten Aubiat und Gannat sowie in der knapp 15 Kilometer entfernt gelegenen Stadt Vichy.

## Sehenswürdigkeiten

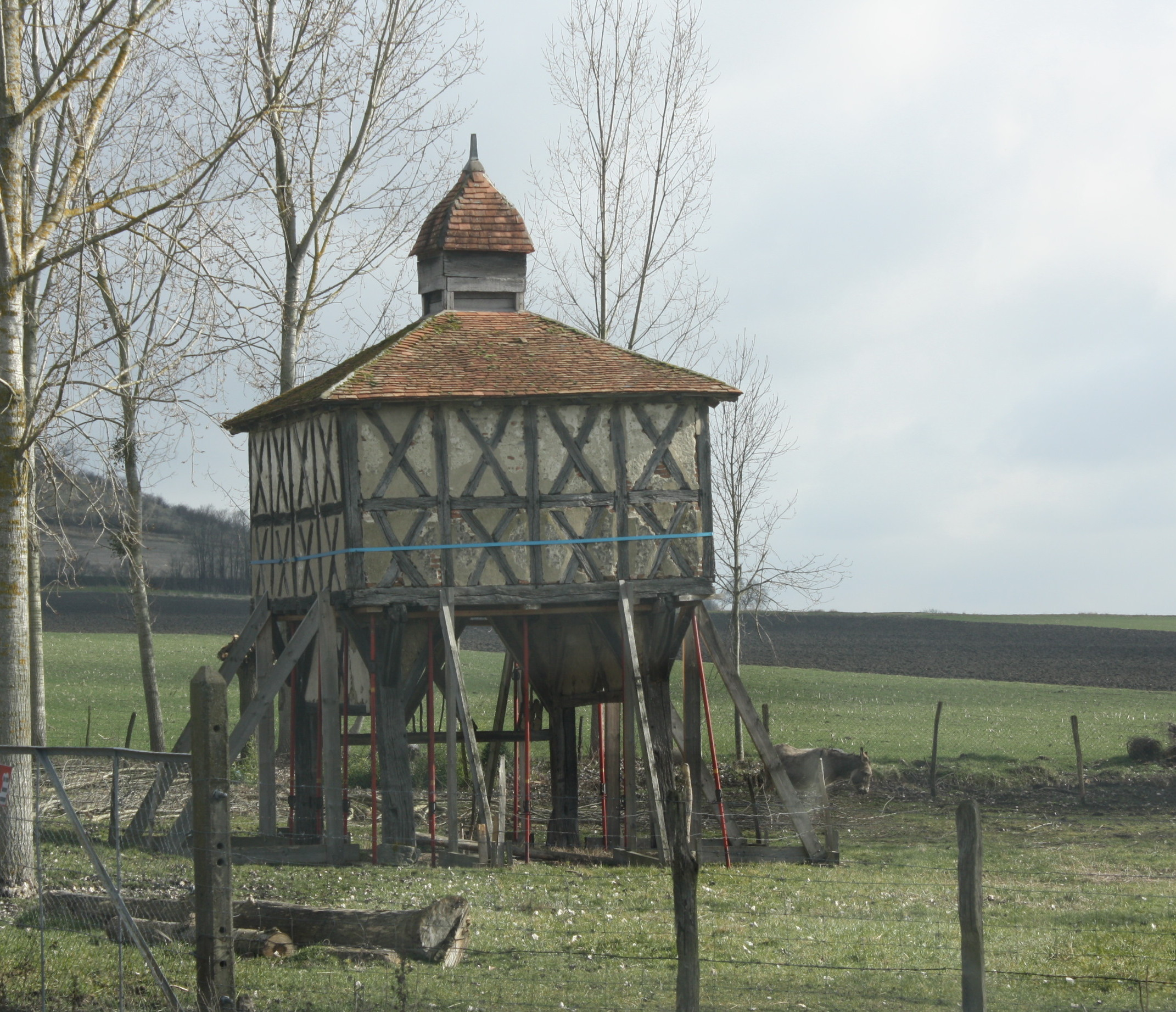
Taubenhaus an der Rue des Pigeonniers

- Kirche, 1844 als Zweitbau errichtet
- Rathaus: Im Jahr 2012 wurde ein Neubau eingeweiht, der 372.000 Euro kostete. Dafür gibt es jetzt eine wesentlich vergrößerte Nutzfläche (250 m²) gegenüber dem früheren Amtsgebäude (45 m²).
- Taubenhäuser: Diese auffälligen historischen Fachwerkbauten stehen an verschiedenen Stellen im Ort, nach ihnen ist sogar eine Straße, die Rue des Pigeonniers (Taubenhausstraße) benannt.